# As World Tech
As World Tech est  une entreprise béninoise spécialisée dans la conception et la fabrication de produits technologiques innovants, tels que des montres intelligentes, des lunettes connectées, des ordinateurs et téléphones portables de dernière génération, ainsi que des accessoires HiTech. Fondée en 2021 par Richard Odjrado, l'entreprise a pour objectif de rendre les technologies modernes accessibles et de valoriser Asuka Spirit, une marque africaine capable de répondre au marché africain  et international,,,.

## Histoire

### Création et début de l'entreprise
L'idée fondatrice d'As World Tech est née à la suite d'une expérience personnelle de Richard Odjrado,,, qui après avoir été victime du vol de son téléphone dans une discothèque de Cotonou, a constaté l'absence de solutions antivol pour les téléphones portables. Cherchant une solution à ce problème, il a créé les montres antivol As Watch. Cette initiative a marqué le début de la startup As World Tech, lancée officiellement en juin 2021. L'entreprise se distingue par sa volonté de rendre accessibles des produits technologiques modernes, tout en mettant en avant des solutions innovantes et adaptées aux besoins de la population locale,,.

Produits As World Tech
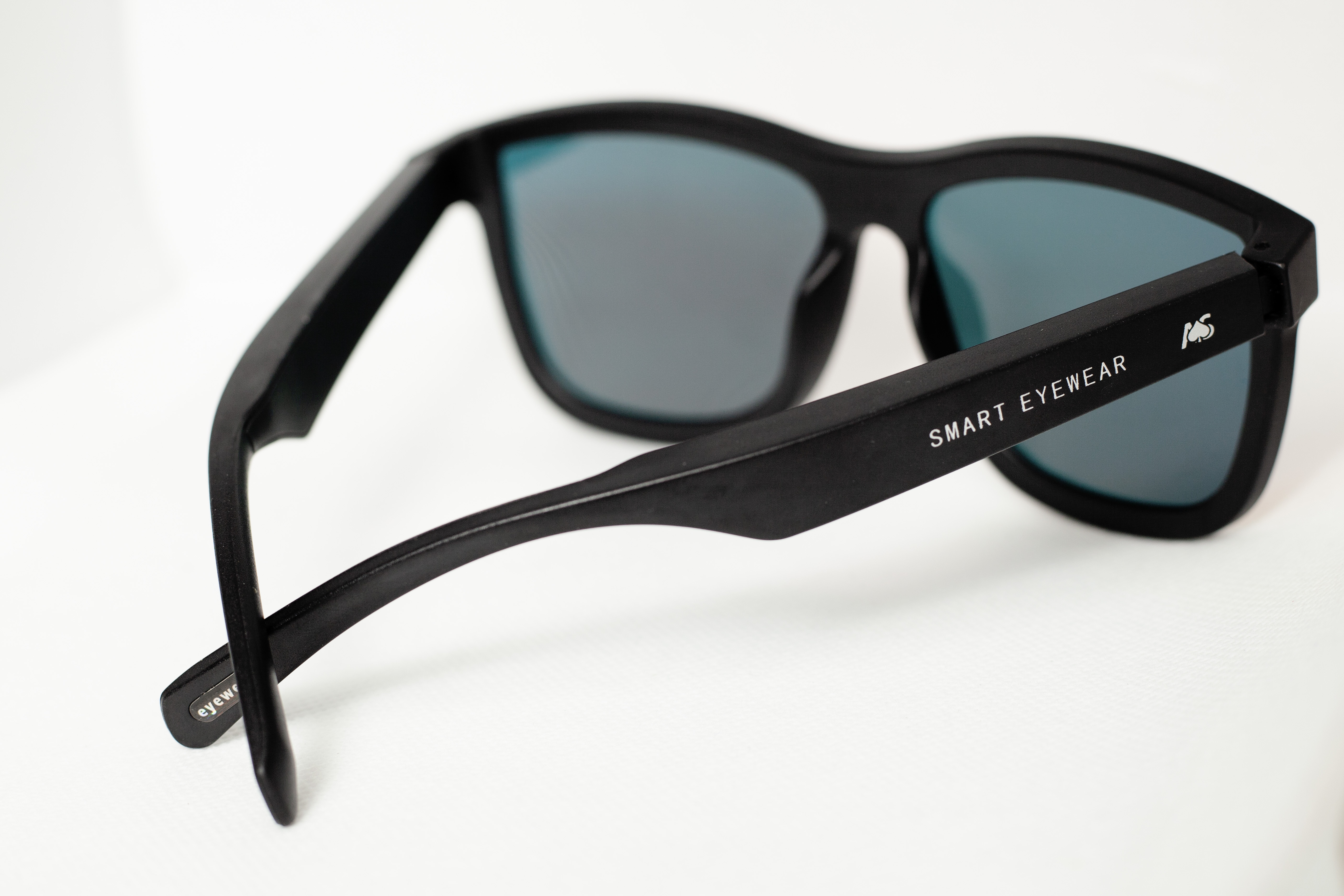
Lunette connectée.
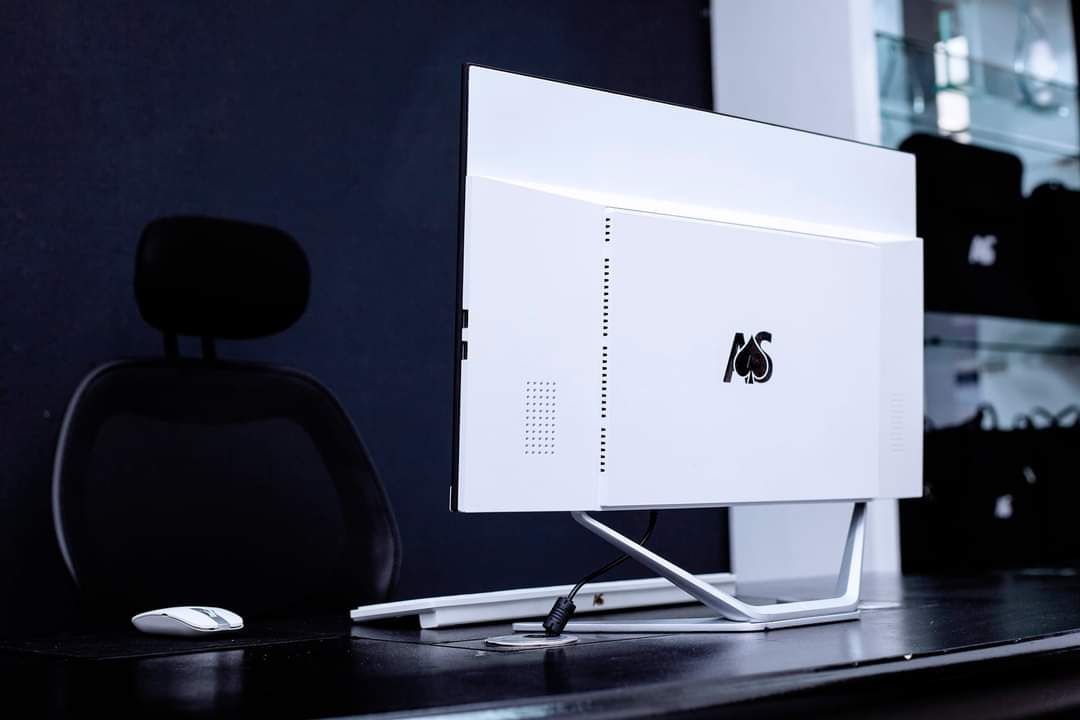
Ordinateur de bureau As.
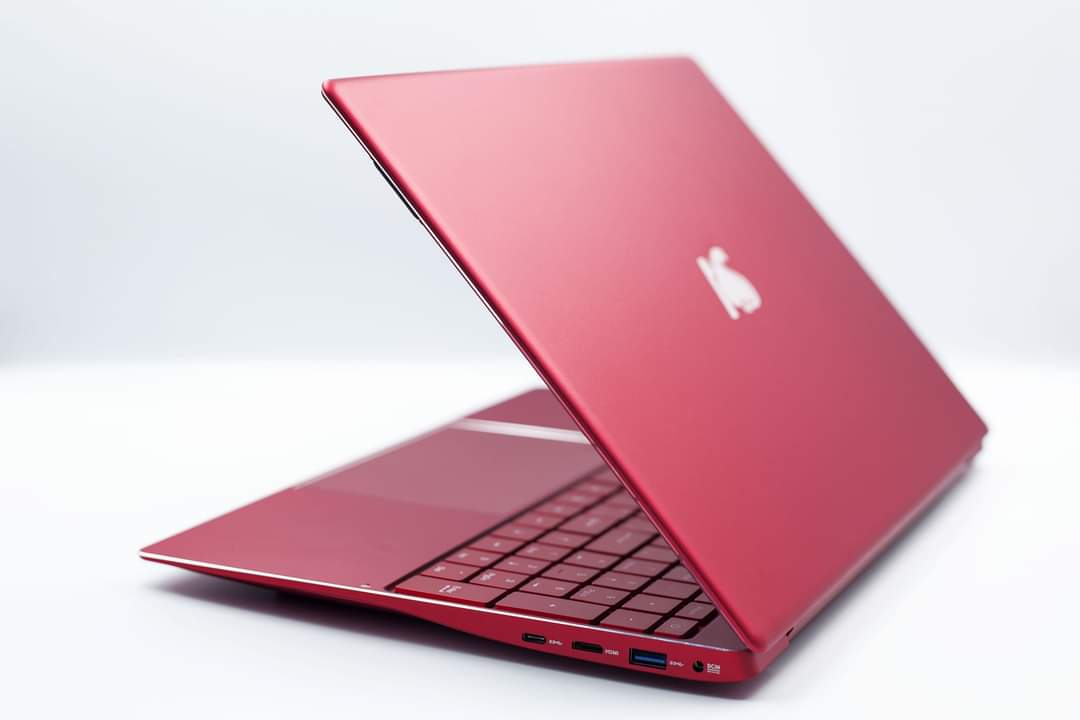
Ordinateur portable.
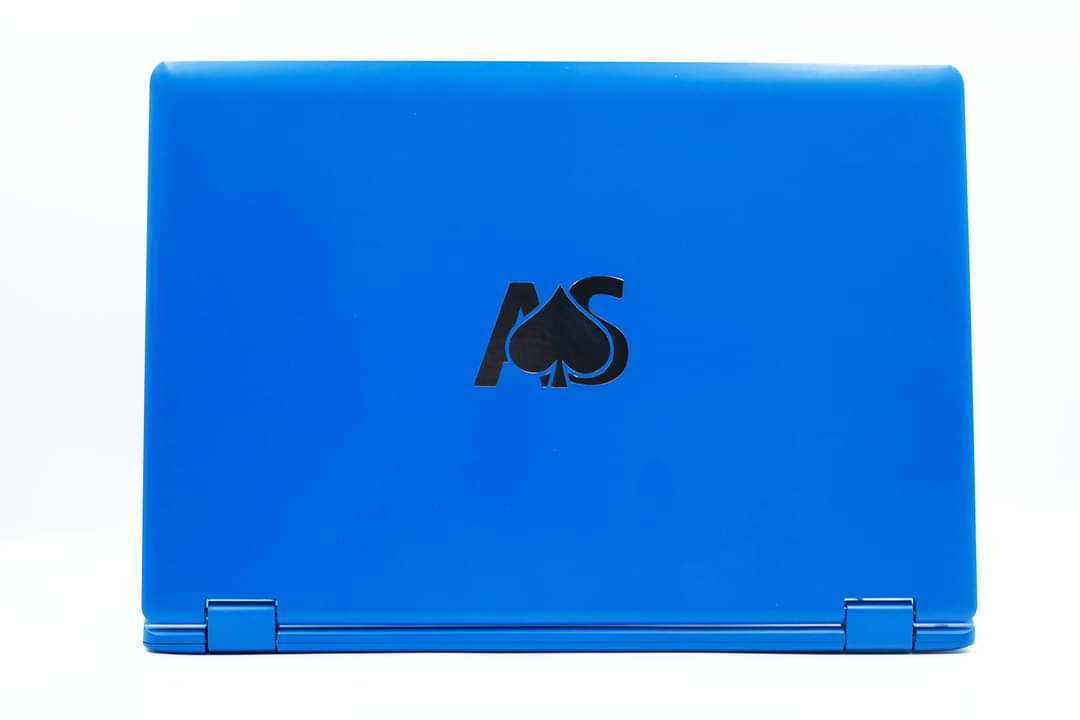
Ordinateur portable.

### Bénin Connecté
Le 7 septembre 2023, As World Tech a organisé une conférence de presse à l'hôtel Azalai de Cotonou pour annoncer le lancement du programme Bénin connecté à la population béninoise. Ce programme est en trois sous-volets : "Étudiants Asuka", "Travailleurs Asuka" et "Artisans Asuka". L'objectif d’offrir à 120 000 étudiants, 300 000 artisans, ainsi qu'à plus d’un million de travailleurs du public et du privé, la possibilité d'acquérir à crédit des ordinateurs portables avec une connexion internet et des accessoires numériques. L'initiative vise à renforcer l'accès à la technologie et à favoriser l'inclusion numérique à travers le Bénin,,.

## Engagement social

### Soutien institutionnel

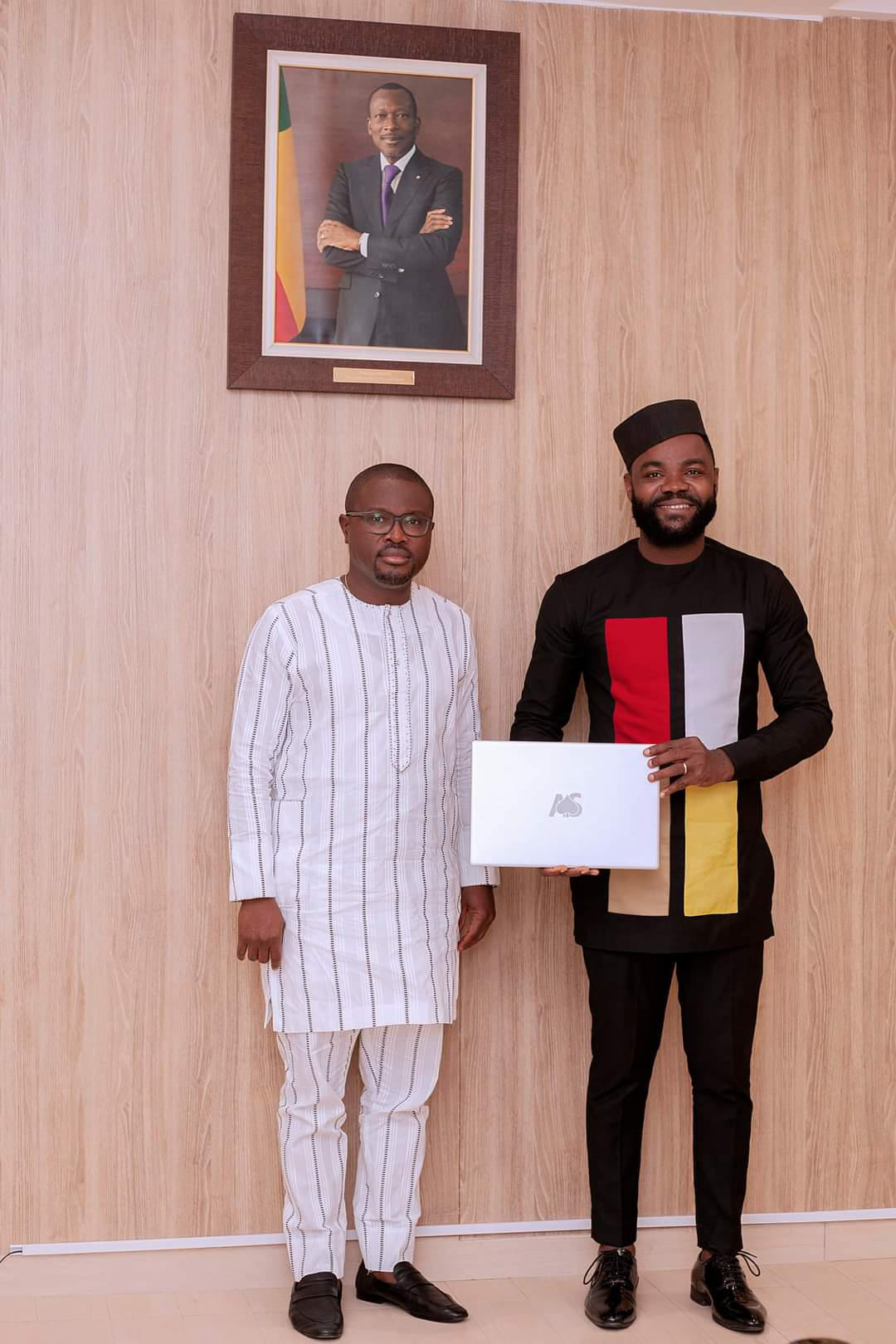
Le ministre Beninois Romuald Wadagni avec Richard Odjrado

As World Tech bénéficie du soutien de personnalités et de ministres béninois. En particulier, les ministres Abdoulaye Bio Tchané, (Ministre d'État chargé du Plan et de la Coordination de l'action Gouvernementale), Romuald Wadagni, (Ministre d’État,  chargé de l'Économie et des Finances), Modeste Kérékou (Ministre des Petites et Moyennes Entreprises et de la promotion de l'Emploi), Aurélie Adam Soule Zoumarou (Ministre du Numérique et de la Digitalisation) et Shadiya Alimatou Assouman (Ministre du Commerce et de l’Industrie) ont exprimé leur soutien aux initiatives de l'entreprise. Ces soutiens institutionnels témoignent de l'impact croissant d'As World Tech sur l'économie numérique du Bénin,.
En 2025, l'entreprise conclut un partenariat stratégique avec le Club DSI Bénin à l'occasion de la cinquième édition des DSI Awards, un concours qui vise à mettre en lumière et récompenser les acteurs de l’ombre, concepteurs de solutions numériques transformant le quotidien,.